# Wildcard (Pennywise)
Wildcard è un EP autoprodotto del gruppo Pennywise. Pubblicato originariamente nel 1989 come 7", è stato ripubblicato nella raccolta Wildcard/A Word from the Wise, assieme al primo EP, A Word from the Wise.

## Lista tracce
1. Wildcard - 2:20
2. Maybes - 1:57
3. Stand By Me - 3:07

## Componenti
- Jim Lindberg - voce
- Fletcher Dragge - chitarra
- Jason Thirsk - basso
- Byron McMackin - batteria